# Strauchia taurica
Strauchia taurica är en kräftdjursart som beskrevs av Voldemar Czerniavsky 1868. Strauchia taurica ingår i släktet Strauchia och familjen Pseudocumatidae. Inga underarter finns listade i Catalogue of Life.